# Sunjong van Korea

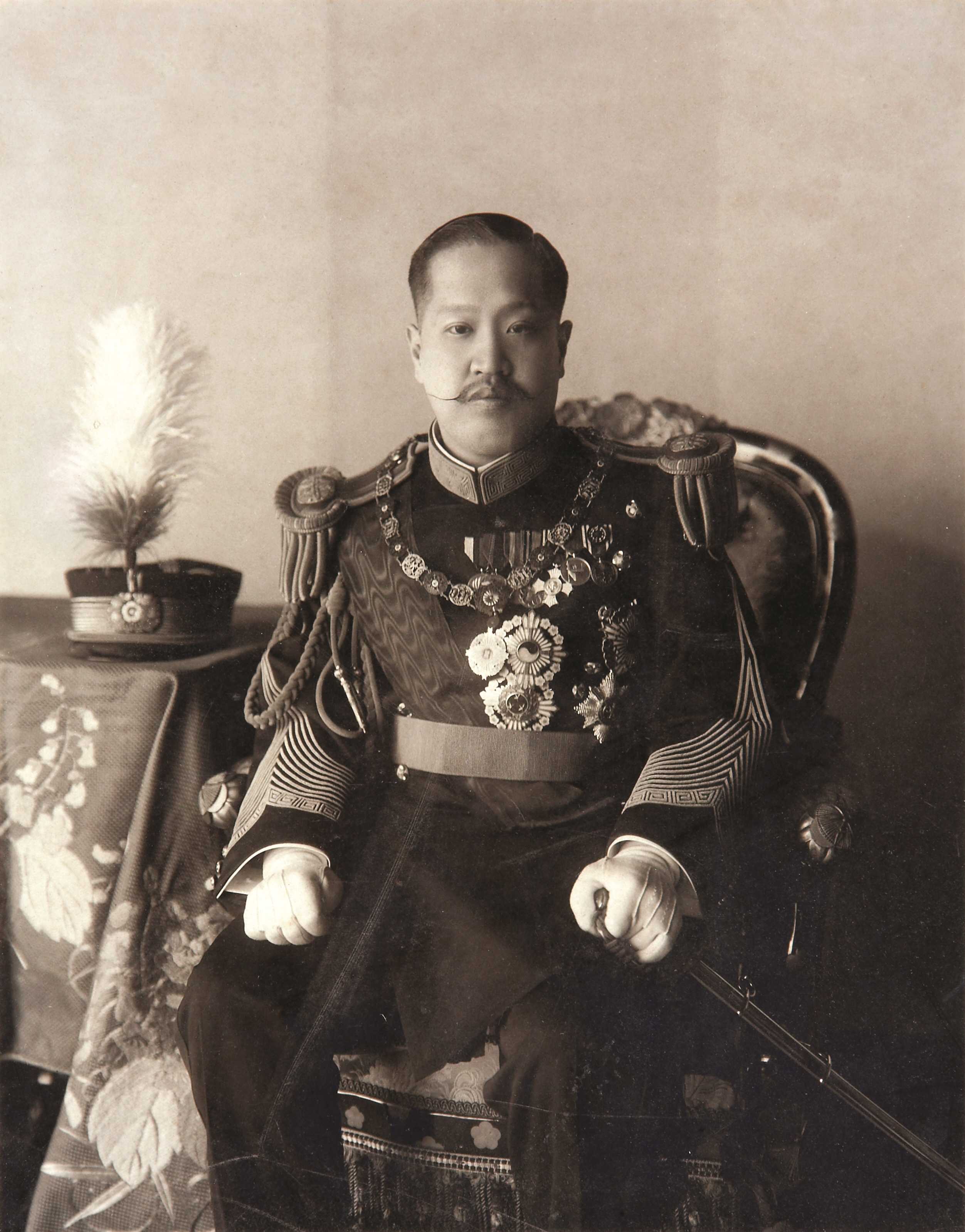

Sunjong, de Yunghui Keizer (융희제, 隆熙帝) (Seoul, 25 maart 1875 - aldaar, 24 april 1926) was de laatste vorst van de Joseondynastie en de tweede en tevens laatste keizer van het Keizerrijk Korea.
Sunjong was de vierde zoon van Keizer Gwangmu. Kroonprins Lee Cheok werd gekroond tot keizer Yung-hui nadat de Japanners keizer Gwangmu hadden afgezet. Zijn regeerperiode eindigde met annexatie van Korea door Japan in 1910. Sunjong werd door de Japanse bezetter gevangen gehouden in zijn eigen paleis, Changdeokgung. 
In 1926 stierf hij daar en werd naast zijn twee vrouwen begraven in de keizerlijke tombe van Yuneung (유릉, 裕陵) in de stad Namyangju.

## Volledige postume naam
- Zijne Keizerlijke Majesteit Keizer Sunjong Munon Muryeong Donin Seonggyeong van Korea
- 대한제국순종문온무령돈인성경황제폐하
- 大韓帝國純宗文溫武寧敦仁誠敬皇帝陛下

- Bibliothèque nationale de France: cb16045885f (data)
- International Standard Name Identifier: 0000 0000 3982 7102
- Library of Congress Control Number: n86133499
- Virtual International Authority File: 6421264
- WorldCat: E39PBJgtbV949ykJJgTR3DtBT3